# 丘文秀
丘文秀（1906年5月5日—1966年6月6日），印度尼西亚华人新闻工作者，曾任《新报》编辑，《竞报》社长，土生华人社团新明会主席，印尼中华民主党中央委员，印度尼西亚国籍协商会副主席和民族统一辅导机构的重要华裔人物之一。

## 生平
丘文秀18岁开始在《新报》工作，后转投《竞报》，并成功地继续领导该报，直至于20世纪50年代创下每日发行量7万份的最大印尼语报纸销量纪录。荷屬東印度日佔時期，由于他领导的报纸批评日本是法西斯，他被关进芝马墟的日军集中营。